# Artjoms Butjankovs
Artjoms Butjankovs (Rēzekne, 26 agosto 1991) è un cestista lettone.

## Palmarès
- Campionato lettone: 1

Ventspils: 2013-2014